# 6282 Edwelda
6282 Edwelda este un asteroid din centura principală de asteroizi.

## Descriere
6282 Edwelda este un asteroid din centura principală de asteroizi. A fost descoperit pe 9 octombrie 1980 la Observatorul Palomar de Carolyn S. Shoemaker. Asteroidul prezintă o orbită caracterizată de o semiaxă mare de 2,31 ua, o excentricitate de 0,22 și o înclinație de 2,8° în raport cu ecliptica.